# چلچله‌های رودخانه‌ای
چلچله‌های رودخانه‌ای (نام علمی: Pseudochelidon) نام یک سرده از تیره پرستو است که شامل دو گونهٔ زیر می‌شود:
- چلچله رودخانه‌ای آفریقایی، Pseudochelidon eurystomina
- چلچله رودخانه‌ای چشم‌سفید، Pseudochelidon sirintarae

اعضای این سرده در کنار رودخانه‌های با کرانه‌های شنی زندگی می‌کنند و در درون شن ساحل رودخانه، آشیانه می‌سازند. گونهٔ آفریقایی این سرده در کشورهای گابن و کنگو یافت می‌شود. گونهٔ آسیایی نیز در کشور تایلند زندگی می‌کند.